# WorkNC
WorkNC és un programari de fabricació assistida per ordinador (en anglès CAM, Computer Aided Manufacturing), desenvolupat per Sescoi per a la mecanització en 2, 2.5, 3, 3+2 i 5 eixos. WorkNC és utilitzat per més del 25% d'empreses en països exigents com el Japó i es caracteritza per haver prioritzat sempre les funcions automàtiques, la fiabilitat i la facilitat d'ús des dels seus inicis en 1988. WorkNC-CAD, programari de disseny assistit per ordinador (CAD) va ser introduït en 2002, convertint WorkNC en un producte CAD/CAM complet, un dels líders mundials en aquest camp. Els usuaris habituals de WorkNC pertanyen a les següents indústries: automoció, aeroespacial i defensa, enginyeria, medicina i odontologia, i fabricació de motlles, matrius i utillatges. La formació i suport tècnic de WorkNC es proporciona des d'oficines a Espanya, França, Alemanya, Regne Unit, Estats Units, Japó, Índia, Xina i Coreja així com més de 50 distribuïdors a tot el món.

## Història

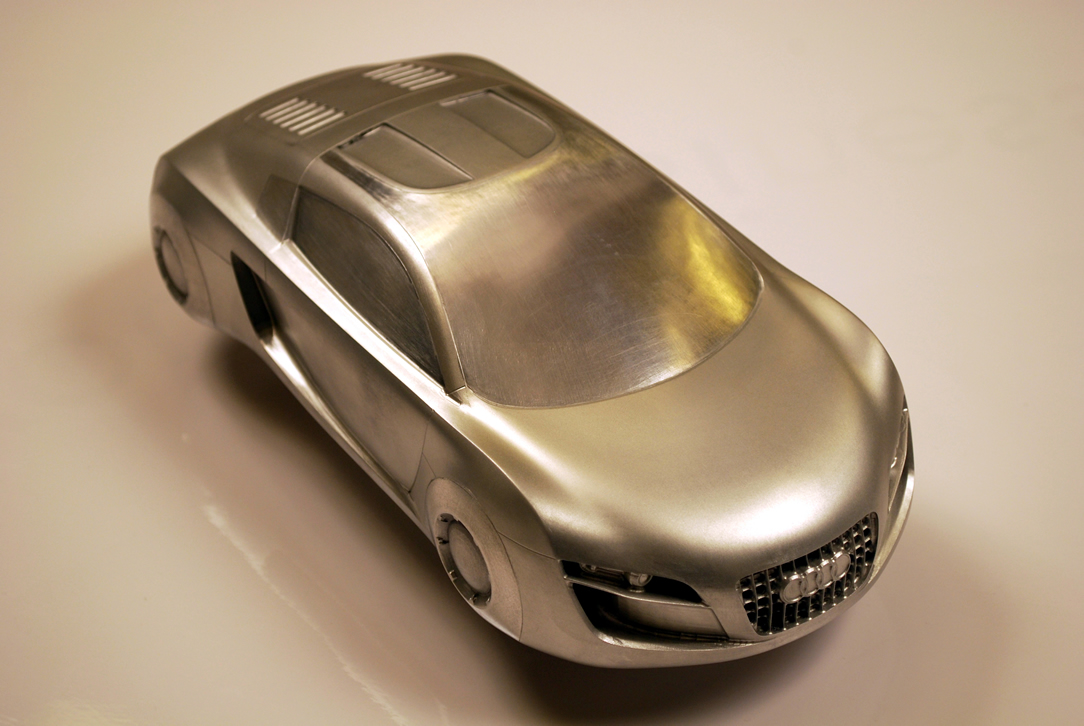
Model a escala d'un prototip d'Audi, mecanització amb WorkNC.

La primera versió del programari CAM WorkNC va ser comercialitzada per Sescoi l'any 1988. Els creadors del producte van ser Bruno Marko, fundador i president de Sescoi, i Gerard Billard, Director d'R+D i Innovació. A finals de la dècada de 1980, la programació d'aplicacions de control numèric (CNC) per a la fabricació de peces complexes era un procés difícil i lent. Aquest fou el moment en què Sescoi va identificar la necessitat de desenvolupar un programari CAM de 3 eixos i fou pionera amb el llançament de WorkNC, un nou programari CAM, fiable i automàtic. Al llarg dels anys Sescoi ha mantingut la filosofia original de WorkNC: accelerar el càlcul de trajectòries, assegurar màxima fiabilitat per facilitar la mecanització en materials durs, i maximitzar l'automatització i facilitat d'ús perquè la programació pugui ser realitzada també a peu de màquina. Automatització és un tema recurrent al llarg de la història de desenvolupament del producte. Segons Bruno Marko, "L'objectiu de WorkNC sempre ha estat ser el més semblant possible a un CAM de botó únic".
El Grup Salomon, actualment Amer Sports, fou el primer client que va usar WorkNC en 1988 i ho segueix usant després de 20 anys per fabricar botes d'esquí i material esportiu. La demanda de WorkNC es va disparar i Sescoi va obrir oficines als Estats Units en 1991, Alemanya i Japó en 1995, Regne Unit en 1997, Catalunya en 2002, i posteriorment Índia, Xina i Corea.
Sescoi va començar a comercialitzar WorkNC-CAD l'any 2002 i WorkNC 5-eixos l'any 2003. WorkNC G3, la tercera generació del producte amb una interfície d'usuari CAD/CAM integrada i intuïtiva, va ser comercialitzat en el 2007.
En el 2008 Sescoi va comercialitzar WorkXPlore 3D, un visualitzador col·laboratiu per analitzar i compartir fitxers CAD 3D sense necessitat de disposar de l'aplicació CAD original
En el 2009 l'empresa va presentar WorkNC Dental, un programari CAD/CAM per a la mecanització automàtica de pròtesis dentals, implants dentals o estructures en 3 i 5 eixos, així com WorkNC Wire EDM, un programari per realitzar electroerosió per fil.

## Funcions disponibles
Les principals funcions disponibles en WorkNC inclouen:
- Detecció i gestió automàtica de les geometries i de les zones a mecanitzar
- Estratègies amb trajectòries fluides i progressives especialment pensades per a la mecanització en alta velocitat
- Estoc definit per l'usuari (bloc, CAD, STL)
- Gestió dinàmica de l'estoc en 3 i 3+2 eixos (actualització de trajectòria en temps real)
- Control complet de les col·lisions de l'eina i del porta-eines amb actualització automàtica de l'estoc
- Potent editor de trajectòries
- Representació virtual de la màquina eina en 3D i simulació de la mecanització (edició dinàmica de punts i vectors)
- Àmplia biblioteca d'eines i porta-eines (gestió dels components del porta-eines)
- Generació automàtica de documentació HTML per al taller
- Temps previstos de càlcul i de mecanització es poden exportar a WorkPLAN, el software de Planificació de Recursos Empresarials de Sescoi
- Seqüències de mecanització predefinides per l'usuari per a un mecanitzat automàtic
- Mecanitzat a partir d'arxius STL i de núvols de punts
- Càlculs en mode batch (processament per lots)
- Ampli generador de post-processats (NURBS, cicles, interpolació circular...)

### Estratègies de desbast
- Sengles de desbast global[7] i remecanització pensades i optimitzades per a la mecanització d'alta velocitat
- Sengles específiques amb moviments trocoïdals,[8] en espiral o verticals (alt volum)
- Estratègies de desbast amb control de les col·lisions de l'eina i del porta-eines i actualització automàtica de l'estoc
- Càlculs i mecanitzacions automàtiques de la matèria restant a partir de l'estoc dinàmic
- Sengles de remecanitzacions que permeten una mecanització automàtica de la matèria restant amb eines cada vegada més petites

### Estratègies d'acabat
- Sengles d'acabat optimitzades per a la mecanització d'alta velocitat
- Acabat de nivells de Z, acabat paral·lel, acabat de superfícies planes, acabat per resseguiment, acabat de cantó
- Acabat automàtic de la matèria restant amb una seqüència d'eines cada vegada més petites
- Visualització de la matèria restant en 3D
- Possibilitat de conversió automàtica de 3 a 5 eixos

### Estratègies de 2 i 2.5 eixos
Varietat d'estratègies 2 i 2½ eixos, incloent:
- mecanització de caixeres, sengles per resseguiment, mecanització de corbes, gravat, mecanització d'arestes, revestiment, trepat, roscat, etc.
- Mòdul automàtic de trepat
- Reconeixement automàtic de característiques, selecció de seqüències de trepat predefinides, operacions de trepat automàtiques, gestió del trepat de forats profunds i de forats concurrents
- Post-processadors fets a mida

### Estratègies de 5 eixos
- Conversió automàtica de sengles de 3 eixos en sengles de 5 eixos gràcies al mòdul "Auto 5"[9]
- Gran varietat de sengles 4 i 5 eixos simultànies[10]
- 5 eixos rodant,[11] acabat paral·lel,[12] mecanització d'àleps en espiral, mecanització de turbines,[13] mecanització de tubs, mecanització làser...
- Control de col·lisions i gestió dels límits de la màquina

### Formats CAD llegits
WorkNC pot importar arxius CAD dels següents formats: DXF, STEP, IGES, CATIA V4 & V5, Unigraphics, SolidWorks, SolidEdge, Pro/E, Parasolid, STL, etc.

## Programari complementari

### WorkNC Dental

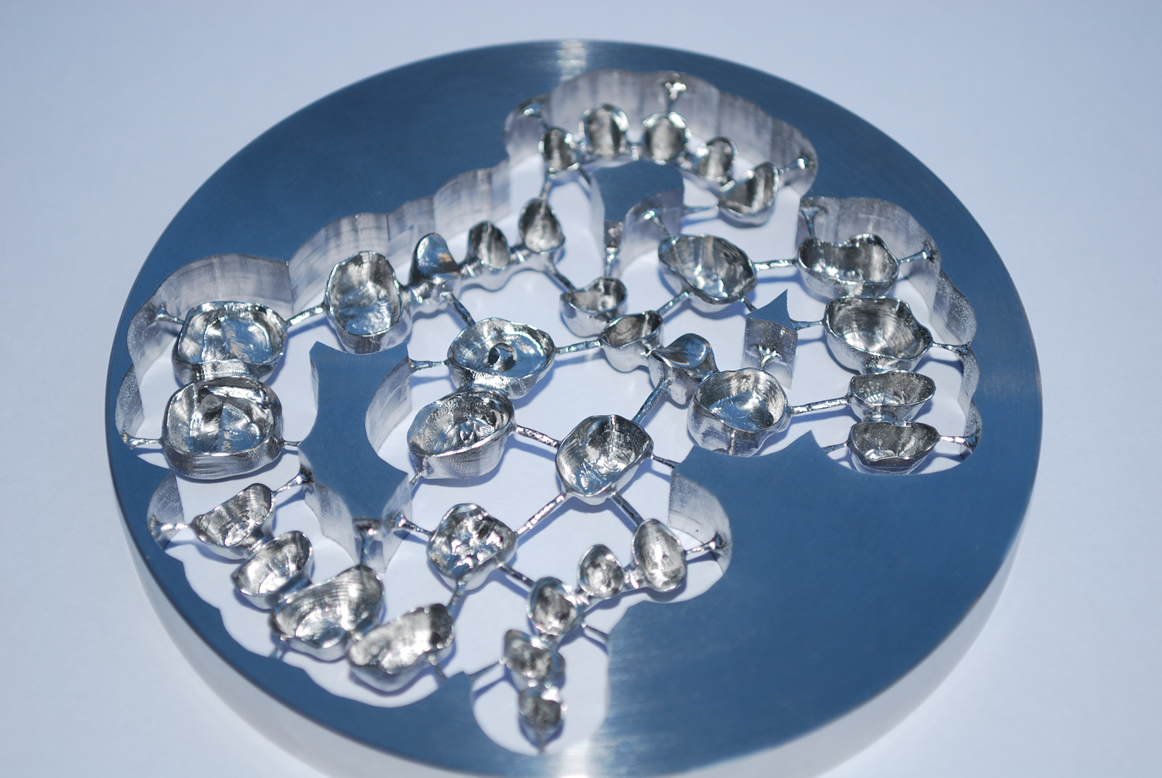
Disc de crom-cobalt amb corones per implants dentals, mecanitzades usant WorkNC Dental

WorkNC Dental és el programari CAM/CAD Dental de Sescoi per mecanitzar automàticament pròtesis, implants, ponts o estructures gràcies a sengles optimitzades en 3 i 5 eixos.
Aquest programari permet reduir en gran manera els cicles de temps de producció gràcies a l'ús de processos avançats de mecanització, amb un acabat d'alta qualitat que no necessita cap retoc manual.
La interfície gràfica de WorkNC Dental és senzilla i fàcil d'utilitzar. Ha estat especialment dissenyada per tècnics dentals i protèsics que no són experts en tecnologies de mecanització. WorkNC Dental comprèn una àmplia varietat de processos automatitzats i interactius que ajuden a l'usuari a triar l'àrea de mecanització, afegir eixos de suport o executar la preparació de la mecanització.
A partir d'arxius STL i arxius CAD nadius dentals, WorkNC Dental pot assemblar i orientar els diversos elements protèsics, inserir automàticament punts de suport, aplicar identificacions automàtiques als suports de mecanització i tenir en compte la contracció a conseqüència de la cocció de materials ceràmics com l'alúmina o el diòxid de zirconi. Les finestres d'assistència per a la mecanització i la creació de gammes personalitzades seleccionen les eines automàticament i afegeixen les sendes específicament concebudes per als diferents tipus de materials com el titani i zirconi, i per als tipus de pròtesis com les corones i els ponts. A més, és possible usar sengles automàtiques de 5 eixos que permeten utilitzar eines més curtes i rígides, així com acabar peces en una sola operació. El programari té en compte la cinemàtica de la màquina i insereix automàticament moviments de re-posicionament per poder arribar a qualsevol part de la peça sense cap col·lisió. Els algoritmes garanteixen que cada pròtesi es fabriqui amb precisió i alta qualitat d'acabat. Les sendes automatitzades permeten als tècnics que no estan familiaritzats amb les tecnologies de mecanització obtenir ràpidament els resultats desitjats.

### WorkXPlore 3D
WorkXPlore 3D un programari visualitzador que permet analitzar i compartir arxius CAD 3D sense necessitat de l'aplicació CAD original. El programa està dissenyat per a usuaris que no són experts en CAD i és fàcil d'utilitzar per visualitzar qualsevol tipus d'arxiu 2D/3D.
WorkXPlore permet realitzar mesuraments en peces 3D i ofereix característiques d'anàlisis avançades que li permeten determinar zones amb negatius, superfícies planes, espessors, volums, superfícies, pes i també realitzar visualitzacions dinàmiques. Els dissenys 2D no són necessaris, ja que poden afegir, directament al model 3D, mesures geomètriques i dimensionals, anotacions i etiquetes.
WorkXPlore també permet enviar arxius 3D de peces i de conjunts als clients, proveïdors i altres departaments de l'empresa a través d'una aplicació autònoma i molt compacta que pot transmetre's fàcilment com a fitxer .exe executable. El receptor pot visualitzar immediatament el model 3D rebut i treballar amb ell, sense necessitat d'instal·lar cap programa. WorkXPlore 3D és extremadament ràpid obrint i processant arxius 3D grans i fins i tot grans assemblatges. Hi ha disponible una versió gratuïta i una versió d'avaluació.